# Atmospheric Remote-Sensing Infrared Exoplanet Large-survey
«  ARIEL (télescope spatial) » redirige ici. Pour les autres significations, voir Ariel.
Atmospheric Remote-Sensing Infrared Exoplanet Large-survey (« Étude systématique de l'atmosphère des exoplanètes par télédétection dans l'infrarouge »), également désigné par son acronyme ARIEL, est un télescope spatial observant en lumière visible et dans l'infrarouge développé par l'Agence spatiale européenne qui doit être lancé en 2028. Le principal objectif de la mission est l'analyse sur une période de 4 ans de l'atmosphère de 500 à 1 000 planètes tournant autour d'étoiles proches de notre Soleil, d'une taille comprise entre celle de Neptune et celle des super-Terres, et la détermination de leur composition chimique et des conditions physiques qui y règnent. L'objectif final est de mieux comprendre le processus de formation des systèmes solaires.

## Contexte
Depuis le début des années 1990 des programmes d'observation reposant sur des instruments terrestres et spatiaux ont commencé à identifier en nombre croissant de planètes tournant autour d'autres étoiles. En février 2023, plus de 5 300 exoplanètes ont été ainsi identifiées. Toutefois les méthodes de détection utilisées fournissent un nombre réduit d'informations : le rayon de la planète, la période orbitale et dans certains cas sa masse avec une incertitude plus ou moins importante. En 2007 une analyse partielle de l'atmosphère d'une exoplanète peut être effectuée pour la première fois : il s'agissait d'un Jupiter chaud (HD189733b), c'est-à-dire une planète gazeuse géante orbitant très près de son étoile, caractéristique qui facilite l'analyse spectroscopique. Celle-ci, réalisée par les télescopes spatiaux Spitzer et Hubble, permet d'identifier dans l'atmosphère du dioxyde de carbone et du monoxyde de carbone. 

## Stratégie d'observation
Le télescope spatial ARIEL doit collecter la lumière infrarouge et visible de l'étoile autour de laquelle gravite la planète étudiée à des moments clés. La lumière est décomposée par un spectromètre et les raies spectrales produites par l'interaction entre l'atmosphère de l'exoplanète et le rayonnement de l'étoile sont isolées. Ces bandes spectrales permettent d'identifier les composants de l'atmosphère de la planète et donnent ainsi des indications importantes sur sa structure et son histoire. La difficulté de l'exercice provient de ce que la lumière directement issue de l'étoile est 1 000 à 100 000 fois plus intense que celle produite par ces interactions.
- Ces interactions peuvent être observées à trois moments[1] :
  - Lors du transit de la planète, c'est-à-dire lorsque celle-ci passe devant son étoile.
  - Durant son éclipse par l'étoile, c'est-à-dire lorsqu'elle passe derrière celle-ci. Le rayonnement reçu comprend la lumière réfléchie par l'atmosphère de la planète. Celle-ci disparaît durant l’éclipse.
  - Le suivi du rayonnement de l'étoile entre le transit et l'éclipse permettent de déduire certaines informations des différentes phases d'éclairement de la planète par son astre.
- Ces observations sont effectuées sur un grand nombre de planètes pour pouvoir disposer d'informations statistiquement significatives et ainsi esquisser une interprétation des données valables pour les différentes catégories de planètes observées.
- L'observation répétée de plusieurs transits et éclipses de la même planète permet de mettre en évidence des changements éventuels dans les conditions météorologiques.
- Les planètes observées sont présélectionnées avant le début de la mission parmi les planètes déjà détectées par des observatoires au sol et spatiaux existant à la date de sélection du projet comme HARPS, OGLE, CoRoT, Kepler, Gaia, mais également par des observatoires futurs qui doivent être déployés au cours des années suivantes comme CHEOPS, TESS, James-Webb , PLATO, E-ELT... La mission observe des planètes de toutes tailles gravitant autour d'étoiles de toutes catégories. Mais l'accent est mis sur des planètes de grande taille (Super-Terres à Neptune) associés à des étoiles brillantes (proches) pour accroître le rapport signal sur bruit.
- Trois types d'observation sont effectuées[2] : 
  - Reconnaissance (30 % du temps d'observation) : ces observations portent sur l'ensemble des planètes et sont effectuées avec une résolution spectrale faible et un rapport signal sur bruit de 7.
  - Étude en profondeur (60 % du temps d'observation) : ces observations portent sur un sous-ensemble de planètes et comprend des observations avec la  meilleure résolution spectrale disponible.
  - Étude de planètes de référence (10 % du temps d'observation) : les planètes les plus prometteuses sont observées à de multiples reprises en utilisant toutes les techniques de mesure disponibles.
- ARIEL doit être placé sur une orbite héliocentrique au point de Lagrange L2 du système Terre-Soleil. Cette localisation située à 1,5 million de kilomètres de la Terre est traditionnellement utilisée par les télescopes spatiaux car elle permet d'effectuer des observations dans un environnement thermique très stable (pas de réflexions sur les planètes et lunes) et sans perturbations gravitationnelles, conditions nécessaires pour un pointage de précision et l'observation du rayonnement infrarouge. Le télescope reste constamment à une distance réduite de la Terre ce qui permet des liaisons radio avec des débits élevés.

## Historique du projet
Les premières réflexions en Europe sur une mission spatiale ayant pour objectif l'étude de l'atmosphère des exoplanètes en utilisant la spectroscopie des transits remontent à 2007 avec la mission Darwin proposée pour la sélection de la première mission lourde (L1) du programme scientifique Cosmic Vision de l'Agence spatiale européenne. Le projet n'est pas retenu par manque de maturité technique et car il nécessite une réflexion scientifique plus aboutie. Plusieurs études sont menées sur cette thématique par la suite notamment au sein de l'ESTEC. Fruit de ces réflexions le projet EChO est proposé pour la mission moyenne M3 mais bien que finaliste échoue face au projet PLATO de détection des exoplanètes.
Le projet ARIEL  est proposé en réponse à l'appel à candidatures lancé en 2014 par l'Agence spatiale européenne pour la quatrième mission de taille moyenne (M4) de son programme Cosmic Vision.  Début mai 2015, l'Agence spatiale européenne annonce que trois candidats sont retenus par le comité de sélection pour cette mission qui doit être lancée à l'époque en 2025. Outre ARIEL, ce sont THOR qui doit étudier un problème fondamental de la physique des plasmas en étudiant le processus d'échauffement du plasma puis de dissipation de l'énergie accumulée et XIPE un observatoire spatial qui doit étudier le rayonnement X émis par les supernovas, les jets galactiques, les trous noirs et les étoiles à neutrons pour mieux comprendre le comportement de la matière dans cet environnement extrême . Le projet ARIEL est finalement sélectionné le 20 mars 2018, et adopté officiellement le 12 novembre 2020. Le coût de la mission, déterminé par sa catégorie (mission moyenne) est de 450 millions d'euros. 
Les caractéristiques d'ARIEL sont proches de celles du projet FINESSE de la NASA. Celui-ci, étudié depuis une dizaine d'années, emporterait une charge utile composée d'un télescope doté d'un miroir primaire de 75 centimètres de diamètre. Le détecteur est  un spectromètre analysant la bande spectrale 0,5-5,0 micromètres avec une résolution spectrale allant de 80 à 300. La sélection d'ARIEL, projet concurrent, a sonné probablement le glas de FINESSE,.

## Objectifs de la mission
Les objectifs de la mission sont les suivants : 
- Déterminer la composition et la structure d'un grand nombre d'atmosphère d'exoplanètes.
- Limiter l'éventail des structures internes des planètes envisageables en réduisant l'indétermination dans l'interprétation du diagramme masse/rayon
- Affiner les modèles de formation et d'évolution des planètes à travers les mesures des éléments chimiques (mise en évidence de phénomènes de migration)
- Déterminer le budget énergétique des atmosphères planétaires : albédo, profils verticaux et horizontaux de température, changements climatiques et saisonniers.
- Identifier les processus chimiques à l'œuvre : photochimie...
- Déterminer les caractéristiques des nuages : type, taille des particules, distribution...
- Étudier l'impact de l'environnement stellaire et planétaire sur les caractéristiques des exoplanètes
- Identifier les différentes catégories de planètes et d'atmosphère
- Réaliser à la fois des études générales sur des populations homogènes de planète et des études détaillées sur des planètes sélectionnées.

## Caractéristiques techniques
Le télescope spatial ARIEL est un engin de 1,3 tonne au lancement (masse à vide 1,2 tonne) dont les dimensions externes sont de 2,2 × 2,2 × 3,3 mètres sous la coiffe du lanceur portées à 3,8 × 2,2 × 3,3 mètres une fois les panneaux solaires déployés dans l'espace. Le satellite comprend deux sous-ensembles nettement séparés ce qui facilite la conduite de développements et de tests en parallèle : 
- Le module de service (SVM) contient tous les équipements permettant de mener la mission (contrôle d'attitude, réservoirs, télécommunications, énergie) ainsi que l'électronique de la charge utile
- La charge utile (PLM) qui regroupe le télescope et les détecteurs associés.

Pour isoler sur le plan thermique la charge utile, trois ailettes  superposées en forme de V s'interposent entre la charge utile et le module de service et réfléchissent le rayonnement thermique produit par les équipements du module de service et de manière indirecte (le module de service s'interpose entre ces  sources) le rayonnement issu du Soleil et des autres astres. Pour compléter cette barrière thermique, le télescope et le banc d'optique, qui supporte les détecteurs, sont fixés au module de service par des pieds qui maintiennent celle-ci à distance des ailettes et sont conçus de manière à limiter les transferts thermiques. Cette architecture permet de maintenir le télescope à une température inférieure à 70 kelvins (-218 °C). Un radiateur dédié refroidit le spectromètre AIRS à une température comprise entre 35 et 40 kelvins (-233 °C). 

### La charge utile
La charge utile d'une masse de 450 kg, comprend un télescope de type Cassegrain c'est-à-dire utilisant un miroir primaire M1 parabolique et un miroir secondaire M2 hyperbolique. Un miroir tertiaire M3 recollimate le faisceau lumineux et un miroir plat M4 renvoie le faisceau vers le banc optique supportant les détecteurs. Le miroir primaire elliptique de 1,1 × 0,7 mètre d'une superficie de 0,64 m2 est réalisé en aluminium. Une structure cylindrique forme un pare-soleil qui écarte les rayonnements parasites susceptible de frapper le miroir M1. Un deuxième pare-soleil de petite taille remplit le même office pour le miroir M2. Le rayonnement collecté est dirigé vers deux ensembles de détecteurs. Le premier ensemble comprend un spectromètre à base résolution (10) analysant les longueurs d'onde comprises entre 1,2 et 1,95 micromètre (proche infrarouge). Par ailleurs 3 photomètres mesurent la lumière incidente dans des canaux étroits situés entre 0,50 et  1,2 micromètre. Deux de ces photomètres sont utilisés pour garantir la stabilité du pointage du télescope. Le deuxième ensemble instrumental est constitué par le spectromètre AIRS  (ARIEL InfraRed Spectrometer) à basse/moyenne résolution spectrale (comprise entre 30 et 200). Celui-ci observe les longueurs d'onde dans les spectres du visible et du proche infrarouge (0,5 à 7,8 micromètres). Les données recueillies doivent permettre d'identifier les principaux gaz atmosphériques (H2O, CO2, CH4, NH3, HCN,  H2S) ainsi que des composés métalliques plus exotiques, tels que TiO, VO, et les espèces condensées.

### Contrôle d'attitude
Le satellite est stabilisé 3 axes. Il existe deux modes de pointage. Le pointage grossier est utilisé pour faire pivoter le télescope spatial dans le but d'observer une nouvelle étoile. Il repose uniquement sur un viseur d'étoiles et des roues de réaction et permet une précision de pointage de 8 secondes d'arc. Le pointage fin est un mode utilisé durant les observations scientifiques de l'atmosphère des étoiles. Celui-ci utilise les données fournies par deux des photomètres et permet une précision de 1 seconde d'arc avec une stabilité de 200 millisecondes d'arc sur 90 secondes et une dérive inférieure à 100 millisecondes d'arc sur 10 heures sur la base d'intégration de séquences d'observation de 90 secondes. L'architecture retenue, caractérisée par l'axe du télescope parallèle à la cloison supérieure du module de service, réduit le moment des forces généré habituellement par l'éloignement entre le centre de masse et le centre de pression du rayonnement photonique. Les roues de réaction sont désaturées entre deux phases d'observation d'étoiles distinctes par le système de propulsion chimique monoergol brulant de l'hydrazine. 

### Autres équipements
ARIEL dispose d'un système de propulsion chimique reposant de petits moteurs-fusées monoergol brûlant de l'hydrazine d'une poussée comprise entre 1 et 20 newtons. Ceux-ci sont utilisés pour désaturer les roues de réaction mais également pour effectuer de petites corrections d'orbite. L'énergie électrique est fournie par des cellules solaires disponibles sur étagère qui tapissent la paroi inférieure du module de service qui est tournée en permanence vers le Soleil. La surface disponible est suffisante pour répondre aux besoins en énergie du satellite (environ 1 000 watts). Les batteries ne sont nécessaires que durant le lancement et les manœuvres (pas d'éclipse durant la mission). Le système de télécommunications fonctionne en bande X. Deux antennes à faible gain couvrent l'ensemble des secteurs du ciel et garantissent une liaison radio même en cas de perte de contrôle du satellite. Environ 80 gigaoctets de données sont transmises chaque semaine à l'aide d'une antenne parabolique à grand gain et sont réceptionnées par les 3 antennes de 35 mètres du réseau de stations terrestres de l'ESTRACK (Cebreros, Malargue and New Norcia)  mis en œuvre par l'Agence spatiale européenne.

## Déroulement de la mission
Le télescope spatial ARIEL doit être lancé mi-2028 par une fusée Ariane 6-2 qui emportera éventuellement un deuxième satellite (sa capacité totale pour l'orbite haute est de plus de 3,5 tonnes). ARIEL est placé sur une orbite autour du point de Lagrange L2 du système Terre-Soleil après éventuellement avoir été placé sur une orbite de parking autour de la Terre,. La mission primaire doit durer 4 ans dont les 6 premiers mois sont consacrés au transit jusqu'au point de Lagrange, la descente en température et la recette du satellite. Une fois le satellite opérationnel les données sont transmises aux stations terrestres au cours de sessions de 3 heures  qui ont lieu deux fois par semaine.    

### Documents de référence
- (en) ESA, ARIEL Atmospheric Remote ‐ sensing Infrared Exoplanet Large‐survey  - Assessment Study Report, mars 2017, 1-110 p. (lire en ligne) Rapport d'évaluation du projet.
- (en) Notes techniques du Yellow Book
- (en) Liste d'articles scientifiques présentant la mission